# Rajd de España 1965
Rajd RACE de España 1965 (13. RACE Rallye de España) – 13 edycja rajdu samochodowego RACE Rallye de España rozgrywanego w Hiszpnii. Rozgrywany był od 1 do 4 kwietnia 1965 roku. Była to czwarta runda Rajdowych Mistrzostw Europy w roku 1965.

## Klasyfikacja rajdu
| Miejsce                      | Kierowca                     | Pilot                        | Samochód                     | Czas                         | Strata                       |                              |
| Klasyfikacja generalna i ERC | Klasyfikacja generalna i ERC | Klasyfikacja generalna i ERC | Klasyfikacja generalna i ERC | Klasyfikacja generalna i ERC | Klasyfikacja generalna i ERC | Klasyfikacja generalna i ERC |
| ---------------------------- | ---------------------------- | ---------------------------- | ---------------------------- | ---------------------------- | ---------------------------- | ---------------------------- |
| 1.                           | Juan Fernández García        | Arturo Saez                  | Porsche 904 Carrera GTS      |                              | 0.0                          |                              |
| 2.                           | Estanislao Reverter          | Jose Marquez                 | Fiat Abarth 1000 TC          |                              |                              |                              |
| 3.                           | José-Maria Juncadella        | Álex Soler Roig              | BMC Mini Cooper S            |                              |                              |                              |
| 4.                           | Jaime Juncosa Jr             | Artemio Eche                 | Fiat Abarth 1000 TC          |                              |                              |                              |
| 5.                           | Abilio Calderón              | Maria Pilar Polanco          | Ford Cortina GT              |                              |                              |                              |
| 6.                           | Domingo Hergueta             | Angel Sagrario               | Renault 8 Gordini            |                              |                              |                              |
| 7.                           | Guy Storr                    | Antonio Fernandez            | Alpine-Renault A110 1300     |                              |                              |                              |
| 8.                           | Pedro Puche Muñoz            | Jose Rial                    | Saab 96 Sport                |                              |                              |                              |
| 9.                           | Armando García Cifuentes     | Augustin Batista             | Ford Cortina GT              |                              |                              |                              |
| 10.                          | José Rubio Muñoz             | Luis Blasco Lopez            | Morris Mini Cooper           |                              |                              |                              |